# Atrezija zvukovoda
Atrezija zvukovoda je anomalija u koje je zvukovod zatvoren. Može biti zatvoren cijelom duljinom ili samo u jednom dijelu. Atrezija zvukovoda uzrokuje provodnu nagluhost.
Kod jednostrane atrezije, ako pacijent uredno čuje na drugo uho, nije potrebno žuriti s kirurškim zahvatom. Međutim, ako je atrezija obostrana i obostrana nagluhost, sluh tada nije dovoljan za razvoj govora. No, ni u tom se slučaju zahvat na izvodi prije pete ili šeste godine života.
Kirurškim liječenjem atrezije zvukovoda neće se popraviti sluh ako kod pacijenta osim anomalije vanjskog i srednjeg uha postoji i anomalija unutarnjeg uha i gluhoća.